# Prêmio Ernst Weber de Reconhecimento de Liderança em Engenharia IEEE
O Prêmio Ernst Weber de Reconhecimento de Liderança em Engenharia IEEE (em inglês:  IEEE Ernst Weber Engineering Leadership Recognition) é um prêmio estabelecido pelo Instituto de Engenheiros Eletricistas e Eletrônicos (IEEE) em 1985.

## Recipientes
- 1986: Ken Olsen
- 1986: William Charles Norris
- 1987: Andrew Grove
- 1988: Ralph Gomory
- 1989: Roland Walter Schmitt
- 1989: Arnaldo M. Angelini
- 1990: Edson Fregni
- 1990: Irwin Dorros
- 1991: Seymour Cray
- 1992: Bernard Marshall Gordon
- 1993: Percy Barnevik
- 1994: Clarence G. Thornton
- 1995: John B. Terry
- 1996: Alan G. Chynoweth
- 1996: Sol Triebwasser
- 1997: John Crawford
- 1997: William J. Weisz
- 1998: Angus Tait
- 1998: Jerome Swartz
- 1999: Bernard S. Meyerson
- 2000: Joel S. Birnbaum
- 2001: Michael Birck
- 2001: Chris Earnshaw
- 2002: Não houve premiação
- 2003: William J. Spencer
- 2004: Pasquale Pistorio
- 2005: Não houve premiação
- 2006: Não houve premiação
- 2007: Nagavara Ramarao Narayana Murthy
- 2008: Não houve premiação
- 2009: Não houve premiação
- 2010: Hidehito Obayashi
- 2011: Tze-Chiang Chen
- 2012: Tetsuya Iizuka
- 2013: Gururaj Deshpande
- 2014: Paul E. Jacobs
- 2015: Shang-Yi Chiang